# Karateke, Honaz
Karateke là một xã thuộc huyện Honaz, tỉnh Denizli, Thổ Nhĩ Kỳ. Dân số thời điểm năm 2010 là 1200 người.